# Mubariz Ibrahimov
Mubariz Ibrahimov, né le 7 février 1988 et mort le 19 juin 2010, est un militaire azerbaïdjanais et héros national de l'Azerbaïdjan.

## Biographie
Mubariz Ibrahimov est né le 7 février 1988 dans une famille religieuse au village d'Aliabad, Bilasuvar.
Le 19 juin 2010, Ibrahimov est tué dans une fusillade le long de la ligne de front entre les forces azerbaïdjanaises et arméniennes.
Il a écrit une lettre : « Si je deviens un martyr, ne soyez pas tristes ; je le fais pour mon pays. » »
Le gouvernement de l'Azerbaïdjan a décerné à Mubariz Ibrahimov le titre de héros national. Le corps de Mubariz Ibrahimov est resté sous contrôle arménien pendant 141 jours. Plus tard, le chef de l'Église apostolique arménienne Garéguine II Nersissian a demandé au président arménien Serge Sarkissian de renvoyer le corps en Azerbaïdjan. Enfin, le corps a été renvoyé en Azerbaïdjan le 6 novembre à la suite de l'accord conclu par les présidents arménien et azerbaïdjanais à Astrakhan en octobre 2010. Mubariz Ibrahimov a été enterré dans la deuxième allée d'honneur à Bakou. Les funérailles ont été suivies par le président azerbaïdjanais Ilham Aliyev.

## Hommages
- Le 22 juillet 2010, le président Ilham Aliyev a signé un décret conférant à Ibrahimov le titre de héros national[2].
- Un documentaire sur sa vie a également été proposé par la députée Ganira Pachayeva.
- Le 15 juin 2011, une statue en granit de quatre mètres de haut de Mubariz Ibrahimov a été dévoilée devant l'école qui porte son nom[4].
- Un pétrolier de classe armada en Turquie porte également son nom[5].
- Il est également considéré comme un héros national en Turquie en raison de sa bravoure au combat.
- En 2011, il a été nommé Homme de l'année par le groupe d'entreprises ANS[6].